# Lushes Bight-Beaumont-Beaumont North
Lushes Bight-Beaumont-Beaumont North es un pueblo canadiense situado en la provincia de Terranova y Labrador.

## Superficie
Lushes Bight-Beaumont-Beaumont North tiene una superficie de 34,52 km².

## Demografía
En 2021, tenía 169 habitantes, una densidad poblacional de 4,9 hab./km², y 150 viviendas.